# الوییسا چانی
الوییسا چانی (ایتالیایی: Eloisa Cianni؛ زادهٔ ۲۱ ژوئن ۱۹۳۲) هنرپیشه اهل ایتالیا است.
از فیلم‌ها یا برنامه‌های تلویزیونی که وی در آن نقش داشته‌است می‌توان به نشان ونوس و در پارک اتفاق افتاد اشاره کرد.